# Francesco de Sanctis

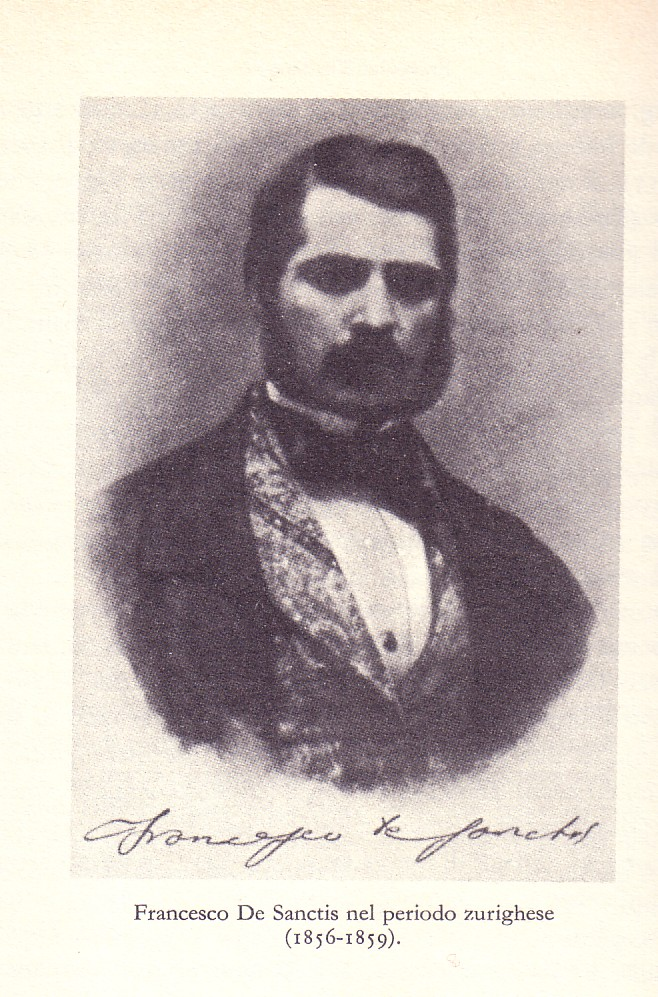
Francesco De Sanctis um 1856

Francesco de Sanctis (* 28. März 1817 in Morra Irpina, Provinz Avellino; † 28. Dezember 1883 in Neapel) war ein italienischer Literaturhistoriker und -kritiker.

## Leben
De Sanctis studierte zunächst Rechtswissenschaften, gab aber sein Studium auf, um sich der Literatur sowie Philosophie zu widmen. Nebenbei studierte er an der berühmten Privatschule von Marchese Basilio Puoti Rhetorik. Danach gründete er, nachdem er bis 1838 an der Militärschule Scuola Militare Nunziatella in Neapel gelehrt hatte, selbst eine höhere Privatlehranstalt für Grammatik, Rhetorik, Ästhetik und Philosophie.
De Sanctis erwarb sich den Ruf eines bedeutenden Kritikers durch Vorträge über Homer, Vergil, Dante Alighieri, William Shakespeare und Ludovico Ariosto.
1848 wurde er von der italienischen Regierung zum Generalsekretär im Departement des öffentlichen Unterrichts ernannt. Zu Beginn der Reaktion in Italien flüchtete er nach Cosenza, wurde 1850 verhaftet und drei Jahre lang im Castel dell’Ovo (Neapel) inhaftiert. Hier befasste er sich mit dem Studium der deutschen Sprache, übersetzte Gedichte von Friedrich Schiller und Johann Wolfgang von Goethe, die Geschichte der deutschen Poesie im Mittelalter von Karl Rosenkranz und Georg Wilhelm Friedrich Hegels Wissenschaft der Logik. Entlassen mit der Weisung, sich in die USA zu begeben, flüchtete er nach Malta und ging später nach Turin. Dort hielt er Vorträge über Dantes Divina Comedia.
1856 wurde er als Professor der Ästhetik und der italienischen Literatur an das Polytechnikum Zürich berufen. 1860 übertrug man ihm das Portefeuille des öffentlichen Unterrichts im neapolitanischen und 1861 im Ministerium des Königreichs Italien unter Camillo Benso von Cavour und seinem Nachfolger Bettino Ricasoli. Im ersten Kabinett Rattazzi (3. März bis 8. Dezember 1862) übernahm Carlo Matteucci am 1. April dieses Amt. De Sanctis kehrte nach Neapel zurück, nahm seine Lehrtätigkeit wieder auf und gründete die Zeitschrift l’Italia. Am öffentlichen Leben nahm er noch wiederholt als Parteigenosse der Linken im Parlament teil. Er hatte von März bis Dezember 1878 unter Benedetto Cairoli von neuem die Stelle eines Ministers des öffentlichen Unterrichts inne und bekleidete sie ein drittes Mal unter Benedetto Cairoli und Agostino Depretis von November 1879 bis Ende 1880.
De Sanctis wurde auf dem Friedhof Poggioreale bestattet. Das Grabdenkmal schuf Ludovico Romano.

## Werke (Auswahl)
- Storia della letteratura italiana. 3. Ausgabe. Neapel 1879, 2 Bände (Volltext Wikisource, books.google.de).
- Saggi critici. 5. Auflage. 1888 (archive.org).
- Saggio critica sul Petrarca. 1869 (archive.org – Ausgabe von 1954).
- Nuovi saggi critici. 2. Auflage. 1879 (archive.org – Ausgabe von 1901).